# الدوري النرويجي الممتاز 1952–53
الدوري النرويجي الممتاز 1952–53 (بالنرويجية: Hovedserien 1952–53)‏ هو موسم من الدوري النرويجي الممتاز. أشرف على تنظيمه اتحاد النرويج لكرة القدم، وكان عدد الأندية المشاركة فيه 16، وفاز فيه Larvik Turn ‏.